# Lehrensteinsfeld
Lehrensteinsfeld is een plaats in de Duitse deelstaat Baden-Württemberg, en maakt deel uit van het Landkreis Heilbronn.
Lehrensteinsfeld telt 2.604 inwoners.

## Geografie
Lehrensteinsfeld ligt in het oosten van het district Heilbronn in het Ellbachtal, een zijdal van het Sulmtal. Lehrensteinsfeld ligt tussen Heilbronn, Weinsberg, Ellhofen, Obersulm, Löwenstein en Untergruppenbach. Samen met Eberstadt, Ellhofen en Weinsberg kent Lehrensteinsfeld het gemeentelijke samenwerkingsverband „Raum Weinsberg“, dat gezeteld is in Weinsberg.

## Geschiedenis
Lehrensteinsfeld bestond oorspronkelijk uit twee dorpen: Lehren en Steinsfeld. In de veertiende eeuw zijn de dorpen, die aan weerszijden van een adellijk slot lagen, langzamerhand samengevoegd tot een gemeenschap.

## Geboren in Lehrensteinsfeld
- Alfred Kleinknecht (23 september 1951), in Nederland woonachtige econoom

Abstatt ·
Bad Friedrichshall ·
Bad Rappenau ·
Bad Wimpfen ·
Beilstein ·
Brackenheim ·
Cleebronn ·
Eberstadt ·
Ellhofen ·
Eppingen ·
Erlenbach ·
Flein ·
Gemmingen ·
Güglingen ·
Gundelsheim ·
Hardthausen am Kocher ·
Ilsfeld ·
Ittlingen ·
Jagsthausen ·
Kirchardt ·
Langenbrettach ·
Lauffen am Neckar ·
Lehrensteinsfeld ·
Leingarten ·
Löwenstein ·
Massenbachhausen ·
Möckmühl ·
Neckarsulm ·
Neckarwestheim ·
Neudenau ·
Neuenstadt am Kocher ·
Nordheim ·
Obersulm ·
Oedheim ·
Offenau ·
Pfaffenhofen ·
Roigheim ·
Schwaigern ·
Siegelsbach ·
Talheim ·
Untereisesheim ·
Untergruppenbach ·
Weinsberg ·
Widdern ·
Wüstenrot ·
Zaberfeld